# Sydamerikansk dværgand
Sydamerikansk dværgand (latin: Callonetta leucophrys) er en andefugl, der lever i Sydamerika.